# 愛・旅立ち
『愛・旅立ち』（あい・たびだち）は、1985年に公開された、フィルムリンクインターナショナル製作、東宝配給の映画である。監督は舛田利雄。近藤真彦、中森明菜主演作品。アイドル映画ながら、超常現象の特撮も飛び出す一風変わった映画となっている。同時上映：『うる星やつら3 リメンバー・マイ・ラブ』

## ストーリー
大型トラックとカーチェイスをして交通事故を起こした五代誠（近藤真彦）は、無二の親友を事故で失うが、自分だけは奇跡的に助かる。病院に運ばれた誠は、そこで不治の病・先天性心室中隔欠損に冒されて意識不明のまま横たわる薄倖の美少女・小泉ユキ（中森明菜）に一目ぼれした。ユキは仮死状態になり、死の世界を経験し、再び蘇生。"耳なし芳一"と名乗る不思議な子どもに導かれ、「一人ぼっちで死にたくない、最後に恋がしたい」という夢を叶えてもらう。誠とユキは運命的に恋に落ち、半年後に安らかな気持ちで死の世界に旅立つ。

## キャスト
- 五代誠：近藤真彦
- 小泉ユキ：中森明菜
- 小田俊介：勝野洋
- 柏木悠子：萩尾みどり
- 上原しげ：北林谷栄
- 北野武志：松本誠一
- 倉本由美：高樹沙耶
- 野村：峰竜太
- 岩本晴美：香川三千
- 秋山令子：竹井みどり
- 入院患者：レオナルド熊
- ビル工事の現場監督：苅谷俊介
- テレビアナウンサー：林美雄
- レストラン店長：なべおさみ
- 北野君代：吉行和子
- 奈良力：丹波哲郎
- 近江俊郎、浅利香津代、志方亜紀子、浅見小四郎、好井ひとみ、飯島大介、川口節子、中屋敷鉄也、コロッケ、舛田紀子　ほか

## スタッフ
- 監督：舛田利雄
- 製作：山本又一朗、小倉斉
- 脚本：笠原和夫、舛田利雄
- 音楽：若草恵
- 撮影：山田健一
- 監督補：井上英之
- 助監督：原隆仁
- 録音：宮内一男
- 美術：育野重一
- 照明：粟木原毅
- 編集：黒岩義民
- 効果：河上肇（東宝効果集団）
- 視覚効果：宮西武史
- スーパーイラスト：島倉二千六
- カースタント：タカハシレーシング
- 医療監修：盛岡正博
- 現像：東洋現像所

特撮ユニット
- 特技監督：川北紘一
- 撮影：江口憲一
- 照明：三上鴻平
- 美術：小村完
- 光学撮影：真野田嘉一
- 助監督：松本清孝、千葉英樹

- ロケ協力：徳之島観光連盟、大島運輸　ほか
- プロデューサー：神野智
- 製作協力：ジャニーズ事務所、研音
- 配給：東宝

## 製作

### 企画
企画はフィルムリンクインターナショナル代表・山本又一朗。中森明菜は1983年のシングル、アルバム、カセットの総売り上げが67億円で、松田聖子を抜いてトップとなり、所属レコード会社・ワーナーパイオニアの1983年度の売り上げ150億円の半分近くを稼ぎ出した。興行関係者から、映画に出れば、かつての山口百恵、同時期の松田聖子クラスの興行力を持つと評され、東宝、松竹、東映、大映の4社が「中森明菜主演映画」を巡り激しい争奪戦を展開した。しかし中森本人が映画に乗り気でないという理由で、所属事務所の研音も二の足を踏んでいた。山本は中森がプロデビュー前の『スター誕生!』（日本テレビ）出演当時から「将来の大物」として中森を高く買い、中森主演映画の企画を盛んに中森サイドにアプローチをかけ、シナリオも数回持ち込んでいた。1984年の春の段階で研音は「山本さんからは数回に渡ってシナリオを頂いています。まだペンディングの段階ですが、これから話を煮詰めることになるでしょうが、実現すれば、日本は勿論、東南アジア、アメリカでも公開を考えています」と、明菜の映画初出演に前向きな姿勢を示し、明菜のスケジュールは（1984年）9月まではサマーコンサートなどでビッシリ。早くても10月からなどと説明し、以降のスケジュールを映画のために明けると暗に話した。また配給を担当した東宝も松田聖子やたのきんでは、もう客が集められないという計算があったといわれる。中森はこの年の賞レースの候補曲「北ウイング」で大晦日の第26回日本レコード大賞の最有力に挙げられ、史上最年少の19歳、10代での受賞が成るかが注目されていた。結局、五木ひろしの「長良川艶歌」にこの年は敗れたが、翌1985年、1986年と二年連続で日本レコード大賞を受賞し、女性歌手では初めての偉業を達成している。

### 脚本
『太陽を盗んだ男』を長谷川和彦と作った山本は、同じく中森を評価していた長谷川と映画化を進め、長谷川は『PSI』というタイトルのサイキック物語の脚本を執筆していたが、途中で中森が自分ひとりで主役を張ることに自信が持てないと渋り、相手役として映画慣れしている近藤真彦に白羽の矢がたてられた。山本は研音側からの了解を貰い、マッチの所属するジャニーズ事務所のメリー喜多川に交渉に行き共演OKの了承を得た。まだたのきん映画のプロデューサーで、近藤の主演作を構想していた東宝の小倉斉と山本の意見が一致したとされる。東宝が使い道に困っていた近藤を相手役に押したとする説もある。しかし長谷川脚本のままでは予算が8～9億円もかかり、ジャニーズ事務所と研音から「若い作り手ではなく舛田利雄監督や笠原和夫脚本のようなメジャー感のあるスタッフで作りたい」、「近藤の映画を撮ったことのある舛田監督なら心配がない」という意見が出され、長谷川は降板、舛田監督・笠原脚本での製作が決まった。『人間革命』と『続・人間革命』を手掛けたことのある舛田は以前から、仏法的世界観に興味を持ち、死後の生命については、本作にも浮ろう者役で出演する友人の丹波哲郎から話を聞いて自身でも資料を読み漁っていた。舛田は本作品で扱う超常現象は「脳死から心臓死に至るまでのトリップ」と説明し、「大手術の末に死から生還した石原裕次郎も三途の川を見たというし、笠原和夫さんも胃の手術で生死の境を彷徨っているとき、美しい夢の世界に浸ったと言っている。それで笠原さんに脚本をお願いし、監督を引き受けた」と話した。
舛田は超常現象を扱った長谷川脚本の基本テーマを活かし、当時流行していた丹波哲郎のベストセラー『死後の世界の証明』的なものを若者向けに製作しようと提案。一方、笠原による脚本製作は難航し、最後は纏めきれず舛田に預け脚本は完成、映画も完成をみた。本作品をきっかけに近藤と中森は交際を始めた。山本プロデューサーが「ぎこちないカップルでは映画を撮ってもシラケるから、クランクインまでムードを高められるように交際して欲しい」と2人に勧めたという説もある。山本は、ジャニーズ事務所のメリー喜多川さんから、映画の撮影が始まるに際し「山本さん、2人を一緒に連れて行って、食事でもして」と言われて、2人を誘って会食に出かけた日が2人の交際の始まり、と述べている。郷ひろみと松田聖子の恋愛（当時）が、どちらかといえば、密室だったことに比べ、マッチと明菜は、明菜がマッチが出場するレースに応援に行くなど、かなりオープンで、2人の親密報道が流されるにつれ、中森はどこへ行ってもマッチのファンから「死んでしまえ！」と罵声を浴びるようになった。

### 製作発表
1984年10月9日、東京虎ノ門のホテル・オークラで製作発表記者会見があり、お互いの事務所が主導権争いで揉め、記者会見は前日の深夜に正式に決定したにもかかわらず、報道陣250人が詰めかけ、近藤と中森の婚約発表かと思わせるほどの大混乱。2人の共演映画を一部新聞誌上が事前にスクープしたため、主催者側が激怒し、その新聞社の記者を会場に入れないと発表してひと悶着があり、会見予定が40分遅れた。当時のマスメディアにとっては、マッチ、明菜の顔合わせなら、百恵・友和以来のゴールデン・コンビと捉え、報道陣もエキサイトした。司会者が「これはあくまで製作発表でして、決して婚約発表ではありませんので念のため」と冗談を飛ばすと会場は苦笑いに包まれた。会見では山本プロデューサーが「もう2年前から、明菜主演の映画を考えていました。やっと実現したわけですが、単なるアイドル映画ではなく、大きなイメージを持った映画にしたい」、舛田監督は「（1982年の）『ハイティーン・ブギ』製作の時にマッチの相手役に明菜が候補に挙がっていたが、スケジュールが合わず武田久美子になり、今回やっと2人の共演が実現しました」などと話し、2人の仲を宣伝効果として最大限利用したことを匂わせた。この『ハイティーン・ブギ』で共演予定があったことは『月刊明星』1985年1月号で中森自身が「ガッカリした」などと言及している。
近藤と中森が話すとカメラのシャッター音が鳴り響き聞き取れないほど。主演5作目の近藤は余裕で「こういう機会はほとんどないので、共演できて嬉しい」などと、中森は「分からないことは彼に聞くつもり」と、報道では映画の出演を渋っていると伝えられてきたが、会見では「前々から映画はやりたいと思っていました」と話した。記者から「映画に関して話し合うとか、2人きりで会ったことは?」という質問が飛ぶと、近藤は「その聞き方は上手いね」と笑いながら「ありませんよ」と完全否定した。また「オレは映画の宣伝のためになるなら、何でもするよ。ホントに噂になって良かったと思う。演る前からいい宣伝になってるもんね。百・友コンビは意識してないよ。ホントのカップルになるかどうかは映画やってみなきゃ分からないヨ」などと話した。中森は恋の噂が立ってからすっかりツッパリイメージも薄れ、映画で演じる薄幸の少女役に「本当は近い性格だと思う」などと話した。また2人のスケジュール調整で撮影期間は40日、製作費6億円、興行収入20億円を見込む、などの説明があった。2人のギャラはともに5,000万円と噂され、これは当時の日本の映画俳優の最高額といわれた高倉健の1本5,000万＋歩合制と同額程度にあたる。会見後の2人の写真撮影ではカメラマン同士がケンカし、罵声と怒号が飛び交い、2人が一時退場するハプニングもあった。

### 撮影
（以下、近藤真彦＝マッチ、中森明菜＝明菜）

1984年10月下旬、東宝砧スタジオでクランクイン。明菜は半分以上が病室のシーンで、この間はノーメイクで衣装もパジャマ1種類のみ。病院内のシーンが多い。病室・集中治療室・診察室、マッチがトラック運転手に仕返しに行って返り討ちに遭う配送所（第8スタジオ横）などは東宝スタジオ、それ以外の病院内の廊下、屋上などはエンドクレジットに「協力」としてクレジットが出る埼玉医療生協羽生病院（羽生総合病院）と見られる。明菜は映画のスタッフを最初は怖がり、スタッフも明菜がマスコミ嫌いでツッパリと聞いていたため警戒した。しかしマッチと明菜は撮影中にイチャイチャし、マッチといると明るくスタッフとも徐々に打ち解けた。撮影はパジャマだけだが、明菜が自前のネグリジェを持ち込み、マッチに煽られ、ふざけてセクシーポーズをノリノリでやり、スタッフを喜ばせた。また自分で材料を買い込んで、エプロン姿で一人で100人分の美味しいカレーを作って、スタッフに振る舞い、ガッチリ心を掴んだ。明菜がカレーを作った日はマッチがトラック運転手に仕返しに行って乱闘になる日。マッチと明菜が共演するシーンの撮影はマスメディアにはひた隠しを続け、スタッフ・関係者は「まだです」と口を揃えたため、2人がスタジオの外でキャッチボールをする写真をスポーツ紙がスクープし「求愛」をもじり「球愛」などと書いただけで大きな話題を呼んだ。病院敷地内の動物実験治療所でマッチが、明菜の蘇生を試みて明菜の口に息を吹き込む人工呼吸シーンは、11月初旬に撮影。舛田監督は「あまりリアルになっても困るし苦労した。3分ぐらいのシーンにまる1日かかったね。別に2人は照れた様子もなかったよ」と話した。中盤でマッチのバイクの後ろに乗る明菜は「昔、お兄ちゃんのバイクの後ろに乗っていたから平気」と話した。マッチは1984年5月に調布の自動二輪学校に通い、限定解除の免許を取得していた。
ラスト10分程度の鹿児島県徳之島ロケは11月9日～11日までの4日間。劇中、徳之島との言及はないが、島の空撮とエンドクレジットの「協力」に徳之島観光連盟と出る。またマッチと明菜が初デートして、喫茶店の後、後楽園ゆうえんちで、メリーゴーラウンドやジェットコースターなどのアトラクションで遊び尽くし、バイクで海に行き、夜の砂浜でアカペラでデュエットするが、この帰りのシーンでバイクがガス欠になり、お寺の前で待つ明菜とガソリンを買って戻って来たときのマッチの息が両方白いため、先の夜の砂浜で歌うシーンは息が白くなく、徳之島での撮影と見られる。海辺の夕陽のシーンは徳之島だが、マッチが明菜を担いで歩くシーンは東宝スタジオ。徳之島ロケの最終日の打ち上げで、スタッフに煽られ、マッチと明菜が「銀座の恋の物語」を2度もデュエットした。明菜はカラオケは初めてと言っていたという。他に原宿歩行者天国（ホコ天）など。
1984年11月24日、東宝スタジオで記者会見があり、舛田監督が「マッチはオトナになったね。本番の時までセリフを覚えてこなかったりするのは、あの裕ちゃんと似ているよ。明菜君については100％満足している。台本の読み合わせは2回ばかりだけやっただけで、ほとんどぶっつけ本番。並外れた集中力には舌を巻きました。若い頃の浅丘ルリ子や吉永小百合に匹敵する表現力の持ち主。能動的ではないが打てば響く女優だ」「今回の映画は今までのアイドルものとは違う」などと話した。マッチは「これまでの映画と違って今回は、自分がとにかくやりたいと出演を決めた」と話し、明菜について「映画をやって思ったのは、明菜ちゃんって結構几帳面なんだね。そういうコじゃないと思ってたんだけど、やさしさを新しく発見しました」と、明菜は「彼は周りの雰囲気をすごく大切にする人。すごく冗談を言ったりスタッフを笑わせたり、とても気を遣っている人だと感心しました」などと話した。オーラスの夕焼けをバックにマッチが明菜を背中で担ぐシーンは、この日スタジオで撮影。マッチがセリフを何度もトチリ、「こいつ、結構重いんだよね」と言ったため、明菜が背中をぶって「いじわる！」と言い、OKが出たら「ご苦労さま」とマッチの腰を揉む仕草を見せて、呼吸もピッタリの熱愛カップルらしいムード。明菜の意識が遠のく中、マッチが「君はゆっくり休んでくれたらいいんだ。働くのは男のオレの役目だからね」と、今日では採用されないセリフを喋るが、明菜は「映画で一番好きなセリフ。ジワーッと来ちゃった」と話した。1984年12月15日クランクアップ。

## 宣伝
東宝は"百・友"以来のゴールデンカップル誕生を確信していると、宣伝に資金を注ぎ込み、電通に依頼し、プロジェクトチームが組まれた。2人が抱き合うポスターは、立木義浩の撮影によるもので、キャッチコピーは「いのちいっぱい恋をします。」を採用した。

## 公開
封切日の1985年1月26日の東京日比谷スカラ座では、マッチと明菜の噂のカップルの舞台挨拶があり、報道陣が大勢押し寄せる異様な光景。最前列から通路から壁際までビッシリ。舛田監督は「これは単なるアイドル映画ではなく、愛のメルヘンです」などと話した。人工呼吸のマウス・トゥ・マウスとマッチが明菜の胸を押さえる心臓マッサージのシーンでは一斉にフラッシュが焚かれた。

## 影響
ラッシュを観たスタッフは、中森について「初出演にありがちな肩に力の入った演技がまるでない。自然体。びっくるするほどだ」、関係者は「ファンはきっと驚き、涙をこぼすはず」、舛田監督は中森について「女優として天賦の才がある。何より演技的カンに優れている。一種の天才」などと大絶賛したが、映画評論家から「中森の演技がヘタクソ」と貶されたため、中森は自信をなくし、以降の女優業の誘いは全部断った。1987年4月15日に放送されたテレビドラマ『ベスト・フレンド 「人間交差点」より』の出演も、TBSがそれまでに10本近い原作を用意してずっと口説いたが拒否され、ネバりにネバってようやく引っ張り出した。また映画もこの後30を超える企画が上がったとされ、特に本作品と同じ山本プロデュース・大林宣彦監督で尾道を舞台にフランスの推理小説をベースにしたミステリーロマンの製作は、1986年1月下旬にロケハンまで済ませ、相手役には竹内力が予定されていたが、実現せず。2022年まで女優としての映画出演は本作品1本のみとなっている。

## ソフト化状況
- 『愛・旅立ち』（東映ビデオ、VHS/β: TE-B143）※1985年12月5日発売。DVDは発売されていない[6]。